# Cal·ligrafia japonesa
El shodō (書道|しょどう|el "camí de l'escriptura") és la cal·ligrafia japonesa. Es considera un art i una disciplina molt difícil de perfeccionar.
S'ensenya com una matèria més als nens japonesos durant la seva educació elemental. Prové de la cal·ligrafia xinesa i es practica de manera tradicional: amb un pinzell, un tinter on es prepara la tinta xinesa i paper d'arròs.
S'utilitzen els caràcters japonesos hiragana i katakana, així com els caràcters kanji derivats de l'escriptura xinesa. Els mestres de shodō són contractats per a la redacció de documents importants.
A més de requerir una gran precisió i sentit artístic per part de l'escriba, cada caràcter kanji ha de ser escrit segons un ordre dels trets específic, el que augmenta la disciplina requerida per als qui practiquen aquest art.